# Chlorung

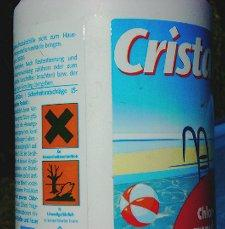
Mittel zur Chlorung von Schwimmwasser

Die Chlorung ist das Versetzen von Wasser mit Chlor oder Chlorverbindungen zur Desinfektion von Trink-, Gebrauchs- und Abwässern, der Wasseraufbereitung in Schwimmbädern, der (vorbeugenden) Schimmelbekämpfung oder zum Bleichen. Die Chlorung ist daneben ein Verfahren zur Textilausrüstung und in den USA ein Desinfektionsverfahren für Hähnchen nach der Schlachtung.
Nicht verwechselt werden sollte die Chlorung mit der Chlorierung. Bei der Chlorierung ist das technische Ziel die Herstellung organisch-chemischer Verbindungen (Chloralkane, Dichloralkane, Carbonsäurechloride etc.), die Chlor enthalten.

## Geschichte
Zu Beginn des 20. Jahrhunderts waren durch Wasser übertragene Krankheiten wie Typhus und Dysenterie in den USA weit verbreitet, vor allem bei Säuglingen und jungen Kindern gab es in der Folge häufig Todesfälle. Neu gebaute Kanalsysteme brachten Abwasser aus den Städten, leiteten es aber zu Trinkwasserressourcen um, worunter die Trinkwasserqualität litt. Aufgrund seiner Kenntnis der desinfizierenden Wirkung von Chlor empfahl der Mediziner John L. Leal in Folge die Chlorung von Wasser in Jersey City, New Jersey, wo die Typhusraten stark zunahmen. Einige seiner Zeitgenossen kritisierten seine Idee, darunter der Experte im Feld der sanitären Mikrobiologie George C. Whipple, der sie als unlogisch und unsicher bezeichnete. Nach zwei wegweisenden Prozessen wurde die Chlorung von Wasser eine akzeptierte Praxis, in deren Folge die Rate von durch Wasser übertragenen Krankheiten stark sank und die Lebenserwartung stark zunahm.

## Chemie der Chlorung
Bei der Einleitung von Chlor in Wasser bildet sich in Abhängigkeit vom pH-Wert ein Gleichgewicht aus Chlor, Hypochloriger Säure und Salzsäure:
{\displaystyle \mathrm {Cl_{2}+H_{2}O\to \ HClO+HCl} }
Je nach pH-Wert dissoziiert die Hypochlorige Säure teilweise zu Oxonium- und Hypochlorit-Ionen:
{\displaystyle \mathrm {HClO+H_{2}O\to \ H_{3}O^{+}+ClO^{-}} }
In saurer Lösung sind die wichtigsten Spezies Cl2 und HClO, während in alkalischer Lösung überwiegend ClO− vorliegt, neben sehr kleinen Konzentrationen von ClO2−, ClO3−, ClO4−.

## Anwendung

### Wasseraufbereitung

Wirksamkeit von Chlordioxid und Chlor (Konzentration iodometrisch bestimmt) gegen das Bakterium Staphylococcus aureus: Prozent getöteter Bakterien bei verschiedenen pH-Werten nach 20 Minuten Desinfektion mit Chlordioxid oder Chlor

Die Chlorung von Trinkwasser dient in der Wasseraufbereitung der Desinfektion, wobei hier Chlor in Form von Chlorgas, Chlordioxid oder Natriumhypochlorit zugesetzt wird. Die hierbei geltenden Höchstwerte der Konzentration sind in einer vom Umweltbundesamt geführten Liste festgelegt. Als Alternativen zur Entkeimung von Schwimmbecken- oder Trinkwasser gelten die Ozonierung sowie der Einsatz von UV-Strahlung. In Deutschland gibt die DGUV für die Chlorung von Wasser umfangreiche Empfehlungen und Vorschriften heraus.

### Textilausrüstung
Die Chlorung ist das älteste Verfahren zur Filz- und Krumpffreiausrüstung (Textilausrüstung) von Wolle durch Einwirkung von sauren Chlor- oder Hypochloritlösungen.

### Desinfektion von Schlachthähnchen
In den USA werden Schlachthähnchen mit dem Ziel der Desinfektion einer Chlorung unterworfen („Chlorhähnchen“). Das Verfahren ist in der Europäischen Union nicht zugelassen (Stand 2022).